# A Letter From Greenland
《A Letter From Greenland》는 2000년 12월 23일에 발매된 대한민국의 3인조 걸 그룹 가수 S.E.S.의 대한민국 정규 4집 음반이다.

## 설명
- 4집 앨범은 전반적으로 짜임새 있는 구성과 완성도 높은 음악으로 아이돌 가수로서는 거의 유일하게 평단과 대중의 지지를 동시에 이끌어내며 가수로서 한 단계 성장하는 발판이 된 앨범이다.
- 일본에서 쌓은 실력을 바탕으로 여러 무대를 라이브로 임하면서 아이돌 이미지를 서서히 벗기 시작했다.
- 원래 11월 중순에 앨범을 발매할 예정이었으나 바다의 목 상태가 악화되면서 한 달 반 정도 컴백이 미루어졌다.
- SBS 인기가요에서 왕중왕까지 마지막 1위만을 남겨두고 있는 상황이었는데, 포지션에게 밀려 2위를 하게 되면서 SM 엔터테인먼트는 인기가요의 순위 선정 공정성에 이의를 제기하며 소속 가수들을 인기가요에 출연시키지 않겠다고 발표했다.
- 1번 트랙 〈Be Natural〉은 2014년에 레드벨벳이 리메이크했으며, 3번 트랙 〈I Will...〉은 2008년에 장리인이 중국어와 한국어로 리메이크했다.
- 4번 트랙 〈감싸 안으며〉는 일본 R&B 여가수 MISIA의 98년 데뷔곡을 커버한 번안곡이다.
- 국내에서 공중파와 케이블을 통틀어 7개 방송사[1] 모든 음악 프로그램 왕중왕(3주 1위)이라는 위업을 달성했다. 더불어 일본 S.E.S. 정규 4집 라이센스 반에는 저작권 문제로 수록되지 않았다.
- 6번 트랙 〈Long Long Time〉은 4집 활동 영상을 모아 별도의 뮤직비디오로 제작됐다.

## 수록곡
| #            | 제목                                     | 작사         | 작곡           | 편곡  | 재생 시간 |
| ------------ | ---------------------------------------- | ------------ | -------------- | ----- | --------- |
| 1.           | 〈Be Natural〉                           | 유영진       | 유영진         | 4:41  |           |
| 2.           | 〈Slip Away〉                            | 바다         | 김형석         | 3:22  |           |
| 3.           | 〈I Will...〉                            | 유영진       | 유영진         | 4:44  |           |
| 4.           | 〈감싸 안으며〉 (Show Me Your Love)      | S.E.S.       | 시마노 사토시  | 5:41  |           |
| 5.           | 〈나를 위한 이별〉 (Good-bye To My Love) | 이진경       | 이문수, 이재원 | 3:55  |           |
| 6.           | 〈Long Long Time〉                       | 바다         | 홍석, 노영주   | 3:53  |           |
| 7.           | 〈Beautiful Life〉                       | 지국현       | 지국현         | 4:30  |           |
| 8.           | 〈Joy〉                                  | 유창용       | 유창용         | 3:31  |           |
| 9.           | 〈Story〉                                | 바다         | 김형석         | 4:00  |           |
| 10.          | 〈Chance〉                               | 배화영       | 고영조         | 3:44  |           |
| 11.          | 〈그대 맘도 나와 같다면〉 (Melody)       | 바다         | 김석찬         | 4:06  |           |
| 12.          | 〈Wish〉                                 | 강원석       | 강원석         | 3:41  |           |
| 13.          | 〈Tiny Little Things〉                   | 최철기, 바다 | 최철기         | 4:11  |           |
| 14.          | 〈Rain〉 (바다 Solo)                     | 조남준       | 조남준         | 4:03  |           |
| 15.          | 〈Ghetto Style〉 (Hidden Track)          | 황현숙       | 한국현         | 3:40  |           |
| 총 재생 시간 | 총 재생 시간                             | 총 재생 시간 | 총 재생 시간   | 55:22 |           |

## 가요 프로그램 순위
감싸 안으며
KBS 《뮤직뱅크》
- 2001년 1월 3주 11위
- 2001년 1월 4주 8위
- 2001년 2월 1주 4위
- 2001년 2월 2주 1위
- 2001년 2월 3주 1위 (2주 연속)
- 2001년 2월 4주 1위 (왕중왕)

MBC 《생방송 음악캠프》
- 2001년 1월 2주 22위
- 2001년 1월 3주 12위
- 2001년 1월 4주 2위
- 2001년 2월 1주 2위
- 2001년 2월 2주 1위
- 2001년 2월 3주 1위 (2주 연속)
- 2001년 2월 4주 1위 (왕중왕)

SBS 《인기가요》
- 2001년 1월 3주 5위
- 2001년 1월 4주 4위
- 2001년 2월 1주 2위
- 2001년 2월 2주 2위
- 2001년 2월 3주 1위
- 2001년 2월 4주 1위 (2주 연속)
- 2001년 3월 1주 2위

NTV 《인기가요》
- 2001년 1월 2주 5위
- 2001년 1월 3주 4위
- 2001년 1월 4주 1위
- 2001년 2월 1주 1위 (2주 연속)
- 2001년 2월 2주 2위
- 2001년 2월 3주 1위 (3주 연속)
- 2001년 2월 4주 3위
- 2001년 3월 1주 4위
- 2001년 3월 2주 6위
- 2001년 3월 3주 4위

Be Natural
MBC 《생방송 음악캠프》
- 2001년 3월 2주 24위
- 2001년 3월 3주 26위
- 2001년 3월 4주 23위
- 2001년 4월 1주 21위
- 2001년 4월 2주 16위
- 2001년 4월 3주 14위
- 2001년 4월 4주 20위

SBS 《인기가요》
- 2001년 3월 2주 9위 (첫 진입)
- 2001년 3월 3주 9위
- 2001년 3월 4주 9위
- 2001년 4월 1주 12위
- 2001년 4월 2주 ?위 (자료보충요망)
- 2001년 4월 3주 11위
- 2001년 4월 4주 13위

## 수상

### 지상파
| 연도            | 날짜     | 방송사 | 프로그램 | 수상 | 비고                               | 결과 | 출처 | 노래                           | 앨범              |
| --------------- | -------- | ------ | -------- | ---- | ---------------------------------- | ---- | ---- | ------------------------------ | ----------------- |
| 2001년 (총 8회) | 2월 8일  | KBS2   | 뮤직뱅크 | 1위  | 통산 1주                           | 수상 |      | 타이틀 《감싸안으며》 (총 8회) | 정규 4집 (총 8회) |
| 2001년 (총 8회) | 2월 10일 | MBC    | 음악캠프 | 1위  | 통산 1주                           | 수상 |      | 타이틀 《감싸안으며》 (총 8회) | 정규 4집 (총 8회) |
| 2001년 (총 8회) | 2월 15일 | KBS2   | 뮤직뱅크 | 1위  | 통산 2주 연속 2주                  | 수상 |      | 타이틀 《감싸안으며》 (총 8회) | 정규 4집 (총 8회) |
| 2001년 (총 8회) | 2월 17일 | MBC    | 음악캠프 | 1위  | 통산 2주 연속 2주                  | 수상 |      | 타이틀 《감싸안으며》 (총 8회) | 정규 4집 (총 8회) |
| 2001년 (총 8회) | 2월 18일 | SBS    | 인기가요 | 1위  | 통산 1주                           | 수상 |      | 타이틀 《감싸안으며》 (총 8회) | 정규 4집 (총 8회) |
| 2001년 (총 8회) | 2월 22일 | KBS2   | 뮤직뱅크 | 1위  | 통산 3주 연속 3주 골든컵           | 수상 |      | 타이틀 《감싸안으며》 (총 8회) | 정규 4집 (총 8회) |
| 2001년 (총 8회) | 2월 24일 | MBC    | 음악캠프 | 1위  | 통산 3주 연속 3주 King of the Camp | 수상 |      | 타이틀 《감싸안으며》 (총 8회) | 정규 4집 (총 8회) |
| 2001년 (총 8회) | 2월 25일 | SBS    | 인기가요 | 1위  | 통산 2주 연속 2주                  | 수상 |      | 타이틀 《감싸안으며》 (총 8회) | 정규 4집 (총 8회) |